# Helmar Federowski

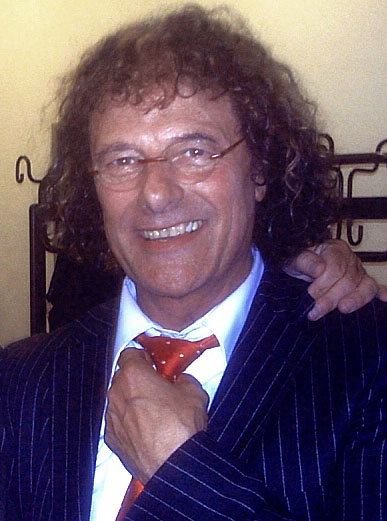
Helmar Federowski (2006)

Helmar Federowski (* 3. Mai 1946 in Freital) ist ein deutscher Musiker. Als Tontechniker betreute er in der DDR zahlreiche Schallplattenproduktionen des Staatslabels Amiga.

## Leben
Von 1952 bis 1965 war Federowski Mitglied des Dresdner Kreuzchors. Im Jahr 1965 schloss sich ein Gesangsstudium an der Musikhochschule in Dresden an, von 1967 bis 1972 ein Tonmeisterstudium. Anschließend war er bis zum Jahr 1986 beim Plattenlabel Amiga als Musik-/ und Tonregisseur und Produzent tätig, oft zusammen mit Jürgen Lahrtz oder Volkmar Andrä. Seine größten Erfolge hatte er als Tonmeister bei Produktionen mit Bands wie den Puhdys, Karat, Silly und City. Gelegentlich trat er auch als Produzent in Erscheinung, so zum Beispiel bei dem Album Fünfte Jahreszeit von Karat aus dem Jahr 1987.
Seit 1994 wohnt Federowski in Wilsdruff bei Dresden und ist als Gesangs- und Keyboardlehrer sowie als Komponist und Arrangeur tätig. Er betreibt ein Tonstudio in Kesselsdorf und betreut in Wilsdruff den Wilandes-Chor. Ina-Maria Federowski war seine Schwester.